# Libyostrongylus douglassi
Libyostrongylus douglassi är en rundmaskart. Libyostrongylus douglassi ingår i släktet Libyostrongylus, och familjen Strongylidae. Arten är reproducerande i Sverige.